# Oban (Nuova Zelanda)
Oban (in māori Pā nui o Hau, traducibile come grande borgo del vento) è un comune della Nuova Zelanda, situato sull'isola Stewart, della quale costituisce il maggiore centro abitato. Si tratta del centro abitato più a Sud del Paese.
Il villaggio, la cui economia si basa in larga parte sul turismo, è collegato all’Isola del Sud tramite un battello, che parte dalla città di Bluff, e tramite regolari voli aerei diretti a Invercargill, che partono dal piccolo aeroporto di Oban, il “Ryan's Creek Aerodrome”.